# Udpura
Udpura är en ort i Indien.   Den ligger i distriktet Kota och delstaten Rajasthan, i den centrala delen av landet, 500 km söder om huvudstaden New Delhi. Udpura ligger 338 meter över havet och antalet invånare är 10 014.
Terrängen runt Udpura är platt. Runt Udpura är det ganska tätbefolkat, med 248 invånare per kvadratkilometer. Närmaste större samhälle är Rāmganj Mandi, 10,2 km söder om Udpura. Trakten runt Udpura består till största delen av jordbruksmark.